# L'Aventure mystérieuse
L'Aventure mystérieuse (« L'Aventure mystérieuse du cosmos et des civilisations disparues ») était une collection de livres de poche de couleur grenat à titres dorés (à l'exception des six premiers, couleur bleu nuit) lancée par l'éditeur français J'ai lu (Ditis) en 1968. Elle comprendrait en tout 180 titres, qui cessèrent de paraître vers 1996.
À la demande de Robert Laffont, le bleu originel des cinq premiers volumes fut transformé en rouge par Jacques Sadoul. 
Quelques années avant l'arrêt de sa production, la collection changea légèrement de nom et fut renommée « Aventure mystérieuse ». Le changement de nom alla de pair avec un changement de numérotation, ce qui fait que certains livres, réédités, se retrouvèrent avec un nouveau numéro. En remplacement fut lancée la collection « Aventure secrète ». Les illustrations de premières de couverture étaient réalisées par le Studio Jacques Douin.

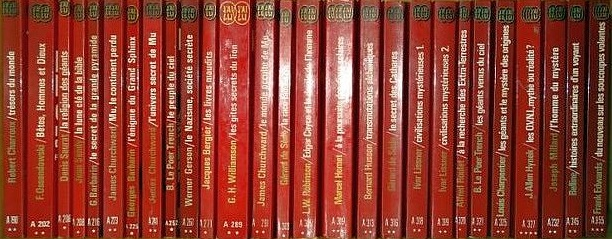
Une partie de la collection.

## But de la collection
Cette collection était consacrée à l'occultisme, l'ufologie, le fantastique, l'ésotérisme, les mystères de l'histoire, les phénomènes paranormaux, la parapsychologie, etc. Elle connut un succès considérable durant les années 1970, après la nouvelle vague d'intérêt pour le réalisme fantastique lancée par Louis Pauwels et Jacques Bergier (Le Matin des magiciens, revue Planète, etc).

## Liste des ouvrages

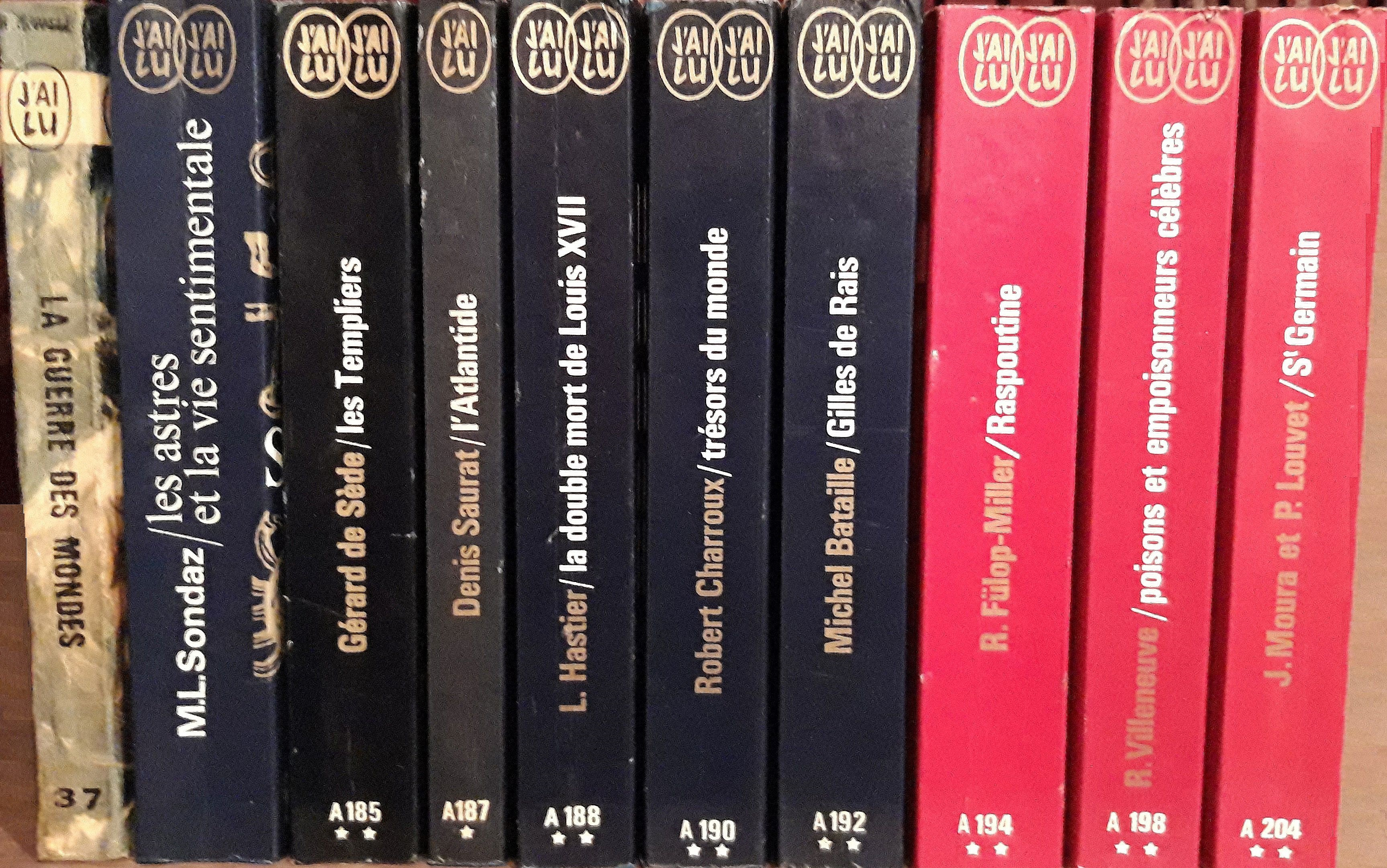
Huit des premières 'Aventures Mystérieuses'.

| N°            | Titre                                                           | Auteur                                          |
| A 11 et 1829  | Le Troisième Œil (*)                                            | T. Lobsang Rampa                                |
| A 185         | Les Templiers sont parmi nous                                   | Gérard de Sède                                  |
| A 187 et 2107 | L'Atlantide et le règne des géants                              | Denis Saurat                                    |
| A 188         | La Double Mort de Louis XVII                                    | Louis Hastier                                   |
| A 190         | Trésors du monde enterrés, emmurés, engloutis                   | Robert Charroux                                 |
| A 192         | Gilles de Rais                                                  | Michel Bataille                                 |
| A 194         | Raspoutine, la fin des tsars                                    | R. Fulop Miller                                 |
| A 196         | Le Trésor maudit de Rennes-le-Château                           | Gérard de Sède                                  |
| A 198         | Poisons et Empoisonneurs célèbres                               | Roland Villeneuve                               |
| A 200         | La Bête du Gévaudan                                             | Abel Chevalley                                  |
| A 202         | Bêtes, Hommes et Dieux                                          | Ferdynand Ossendowski                           |
| A 204         | Saint Germain, le Rose-Croix immortel                           | Jean Moura et Paul Louvet                       |
| A 206         | La Religion des géants et la Civilisation des insectes          | Denis Saurat                                    |
| A 208         | La Lune, clé de la Bible                                        | Jean Sendy                                      |
| A 210 et 1827 | Histoire de Rampa                                               | T. Lobsang Rampa                                |
| A 212         | À la recherche de Bridey Murphy                                 | Morey Bernstein                                 |
| A 214         | Soucoupes volantes et civilisations d'outre espace              | Guy Tarade                                      |
| A 216         | Le Secret de la grande pyramide                                 | Georges Barbarin                                |
| A 220         | Le Faiseur d'or, Nicolas Flamel                                 | Léo Larguier                                    |
| A 223         | Mu, le continent perdu                                          | James Churchward                                |
| A 226 et 1828 | La Caverne des anciens                                          | T. Lobsang Rampa                                |
| A 229         | L'Énigme du grand sphinx                                        | Georges Barbarin                                |
| A 232         | L'Homme du mystère, Edgar Cayce                                 | Joseph Millard                                  |
| A 235         | Loups garous et vampires                                        | Roland Villeneuve                               |
| A 238         | Hommes et Civilisations fantastiques                            | Serge Hutin                                     |
| A 241         | L'Univers secret de Mu                                          | James Churchward                                |
| A 242         | L'Or du millième matin                                          | Armand Barbault                                 |
| A 245         | Les Cahiers de cours de Moïse                                   | Jean Sendy                                      |
| A 247 et 1985 | Les Maisons hantées                                             | Camille Flammarion                              |
| A 250 et 2394 | Les Extra-terrestres dans l'histoire                            | Jacques Bergier                                 |
| A 252         | Le Peuple du ciel                                               | Brinsley Le Poer Trench                         |
| A 256 et 1830 | Les Secrets de l'aura                                           | T. Lobsang Rampa                                |
| A 258 et 2986 | Le Trésor des alchimistes                                       | Jacques Sadoul                                  |
| A 260         | Les Soucoupes volantes ont atterri                              | Desmond Leslie et George Adamski                |
| A 262         | Les Esclaves du diable                                          | Georges Demaix                                  |
| A 264         | L'Île magique                                                   | William Seabrook                                |
| A 267         | Le Nazisme, société secrète                                     | Werner Gerson                                   |
| A 269         | Gouvernants invisibles et Sociétés secrètes                     | Serge Hutin                                     |
| A 271         | Les livres maudits                                              | Jacques Bergier                                 |
| A 273         | Les Pouvoirs secrets de l'homme                                 | Robert Tocquet                                  |
| A 275         | Les Mystères du surnaturel                                      | Robert Tocquet                                  |
| A 277 et 1922 | La Robe de sagesse                                              | T. Lobsang Rampa                                |
| A 279         | Avé Lucifer                                                     | Elisabeth Antébi                                |
| A 281         | Le Dossier des civilisations extra-terrestres                   | Fr. Biraud et Jean-Claude Ribes                 |
| A 283         | Sociétés secrètes                                               | Arkon Daraul                                    |
| A 285         | Dialogue avec l'au-delà                                         | James A. Pike                                   |
| A 289         | Les Gîtes secrets du lion                                       | George Hunt Williamson                          |
| A 291         | Le Monde occulte de Mu                                          | James Churchward                                |
| A 293         | En communication avec l'au-delà                                 | Rosemary Brown                                  |
| A 297         | Nos vies antérieures                                            | J. Grant et D. Kelsey                           |
| A 298 et 1831 | Les Clés du Nirvana                                             | T. Lobsang Rampa                                |
| A 299         | L'Énigme du zodiaque                                            | Jacques Sadoul                                  |
| A 300         | Visions de l'Atlantide                                          | Edgar Cayce                                     |
| A 301         | Ces autres vies que vous avez pourtant vécues                   | Pierre Neuville                                 |
| A 302         | Les 30 années à venir révélées par l'histoire cyclique          | Jean-Charles Pichon                             |
| A 303         | La Race fabuleuse, extra-terrestres et mythologie mérovingienne | Gérard de Sède                                  |
| A 304         | Magie brésilienne                                               | David Saint-Clair                               |
| A 305         | Edgar Cayce et le destin de l'homme                             | Lytle W. Robinson                               |
| A 306         | Terre énigmatique                                               | Peter Kolosimo                                  |
| A 307         | Sabbat et sortilèges                                            | Roland Villeneuve                               |
| A 308         | Chroniques des apparitions extra-terrestres                     | Jacques Vallée                                  |
| A 309         | À la poursuite des dieux solaires                               | Marcel Homet                                    |
| A 310 et 2204 | La Mort et son mystère                                          | Camille Flammarion                              |
| A 311 et 2205 | Après la mort                                                   | Camille Flammarion                              |
| A 312         | Les Maîtres secrets du temps                                    | Jacques Bergier                                 |
| A 313         | Transmutations alchimiques                                      | Bernard Husson                                  |
| A 314         | Le dossier des influences cosmiques                             | Michel Gauquelin                                |
| A 315         | En quête des humanoïdes                                         | Charles Bowen                                   |
| A 316         | Le Secret des Cathares                                          | Gérard de Sède                                  |
| A 317         | Univers interdit                                                | Leo Talamonti                                   |
| A 318         | Civilisations mystérieuses l’ancien monde                       | Ivar Lissner                                    |
| A 319         | Civilisations mystérieuses : Asie et Nouveau Monde              | Ivar Lissner                                    |
| A 320         | À la recherche des extra-terrestres                             | Alfred Roulet                                   |
| A 321         | Les Géants venus du ciel                                        | Brinsley Le Poer Trench                         |
| A 322         | Vers un retour aux étoiles                                      | Erich von Daniken                               |
| A 323         | Vaudou, un initié parle                                         | Claude Planson                                  |
| A 324         | Le Livre de l'inexplicable                                      | Jacques Bergier                                 |
| A 325         | Les Géants et le Mystère des origines                           | Louis Charpentier                               |
| A 326 et 1851 | Crépuscule                                                      | T. Lobsang Rampa                                |
| A 327         | Les OVNI, mythe ou réalité ?                                    | J. Allen Hynek                                  |
| A 328         | Histoire des rites sexuels                                      | Jacques Marcireau                               |
| A 329         | Le Grand Art de l'alchimie                                      | Jacques Sadoul                                  |
| A 330         | L'Occulte 1, l’histoire de la magie                             | Colin Wilson                                    |
| A 331         | L'Occulte 2, les pouvoirs latents de l'homme                    | Colin Wilson                                    |
| A 332         | Le Dossier Mu                                                   | Hans Stephan Santesson                          |
| A 336         | La Malédiction des pharaons                                     | Philipp Vandenberg                              |
| A 337         | Uri Geller                                                      | Andrija Puharich                                |
| A 338         | Les Mystiques orientales                                        | Daniel Odier et Marc de Smedt                   |
| A 339         | L'Univers des fantômes                                          | Danielle Hemmert et Alex Roudène                |
| A 340         | Les Mystiques du soleil                                         | Jean-Michel Angebert                            |
| A 341         | D'où me viennent ces pouvoirs ?                                 | Matthew Manning                                 |
| A 342 et 2015 | La Troisième Oreille                                            | Belline                                         |
| A 343         | L'Étrange Univers des prophètes                                 | Gérard de Sède                                  |
| A 344         | La Lance du destin                                              | Trevor Ravenscroft                              |
| A 345         | Histoires extraordinaires d'un voyant                           | Belline                                         |
| A 346         | Les Animaux humains                                             | Frank Hamel                                     |
| A 347         | Le Temps hors du temps                                          | Gabrielle Carmi                                 |
| A 348         | L'Hypnose et les Phénomènes psi                                 | Dominique Webb                                  |
| A 349         | Terriens ou Extra-terrestres ?                                  | Michel Granger                                  |
| A 350         | Le Pouvoir de l'invisible                                       | Guy Lyon Playfair                               |
| A 351         | Visa pour une autre terre                                       | Jacques Bergier                                 |
| A 352         | La Pratique des arts divinatoires                               | Evelyn de Smedt, Serge Bardet et Vincent Bramly |
| A 353         | Les Prophéties du pape Jean XXIII                               | Pier Carpi                                      |
| A 354         | Histoire naturelle du surnaturel                                | Lyall Watson                                    |
| A 355         | Du nouveau sur les soucoupes volantes                           | Frank Edwards                                   |
| A 356 et 2502 | Un voyant à la recherche du temps futur                         | Belline                                         |
| A 357 et 1976 | C'était ainsi                                                   | T. Lobsang Rampa                                |
| A 358         | La Rose croix                                                   | Gérard de Sède                                  |
| A 359         | La mort ouvre sur la vie                                        | Neville Randall                                 |
| A 360         | Vivons-nous plus d'une vie ?                                    | Jeffrey Iverson                                 |
| A 361         | La Guerre secrète de l'occulte                                  | Jacques Bergier                                 |
| A 362         | Le Mystère des OVNI                                             | Jack Perrin R.                                  |
| A 363         | Le Mystère de l'Atlantide                                       | Charles Berlitz                                 |
| A 364         | Les Mystères templiers                                          | Louis Charpentier                               |
| A 365         | L'Or des dieux                                                  | Erich von Daniken                               |
| A 366 et 1923 | Je crois                                                        | T. Lobsang Rampa                                |
| A 367         | Les Jacques et le Mystère de Compostelle                        | Louis Charpentier                               |
| A 368         | Au-delà de la mort                                              | A. Sotto et V. Oberto                           |
| A 369         | Histoire naturelle de la vie éternelle                          | Lyall Watson                                    |
| A 370         | Le Nouveau Dossier du triangle des Bermudes                     | Richard Winer                                   |
| A 371         | Ces dieux qui firent le ciel et la terre                        | Jean Sendy                                      |
| A 372         | Histoire inconnue des hommes depuis 100 000 ans                 | Robert Charroux                                 |
| A 373         | La Vie sans frontières                                          | Guy Lyon Playfair                               |
| A 374         | Le Livre du mystère                                             | Jacques Bergier et Georges H. Gallet            |
| A 375 et 1982 | Les Trois Vies                                                  | T. Lobsang Rampa                                |
| A376          | L'Ère du verseau                                                | Jean Sendy                                      |
| A 377         | Le Livre des apparitions                                        | Erich von Daniken                               |
| A 378         | Le livre des secrets trahis                                     | Robert Charroux                                 |
| A 379 et 1984 | La Vie après la vie                                             | Dr Raymond Moody                                |
| A 380         | La Vie avant la vie                                             | Helen Wambach                                   |
| A 381         | Les Temps messianiques                                          | Jean Sendy                                      |
| A 382         | Le Livre des maîtres du monde                                   | Robert Charroux                                 |
| A 383         | Le Dossier secret de l'île de Pâques                            | Franz Kowaks                                    |
| A 384         | Nouveau rapport sur les OVNI                                    | J. Allen Hynek                                  |
| A 385 et 2017 | Lama médecin                                                    | T. Lobsang Rampa                                |
| A 386         | Le Livre du mystérieux inconnu                                  | Robert Charroux                                 |
| A 387         | Le Collège invisible                                            | Jacques Vallée                                  |
| A 388         | Le Livre des anciens astronautes                                | Jacques Bergier et Georges H. Gallet            |
| A 389         | Opération Philadelphie                                          | Charles Berlitz et William L. Moore             |
| A 390         | Lumières nouvelles sur la vie après la vie                      | Dr Raymond Moody                                |
| A 391 et 2018 | Le Triangle des Bermudes, tome 1                                | Charles Berlitz                                 |
| A 392 et 2019 | Le Triangle des Bermudes, tome 2                                | Charles Berlitz                                 |
| A 393         | Le Livre des mondes oubliés                                     | Robert Charroux                                 |
| A 394         | Mes preuves                                                     | Erich von Daniken                               |
| A 395         | Tiahuanaco, 10 000 ans d'énigmes incas                          | Simone Waisbard                                 |
| A 396         | Les Prophéties de Nostradamus                                   | Serge Hutin                                     |
| A 397         | Anthologie de l'au-delà                                         | Belline                                         |
| A 398         | Le Livre du passé mystérieux                                    | Robert Charroux                                 |
| A 399         | L'Énigme des Andes                                              | Robert Charroux                                 |
| A 400         | Le Nécronomicon                                                 | Howard Phillips Lovecraft                       |
| A 401         | L'Apocalypse : 1999 ?                                           | Charles Berlitz                                 |
| 1961          | Ces maisons qui tuent                                           | Roger de Lafforest                              |
| 2060          | Les Manipulateurs du destin                                     | Mario de Sabato                                 |
| 2090          | Le Message des constructeurs de cathédrales                     | Christian Jacq                                  |
| 2137          | Les Templiers en Amérique                                       | Jacques de Mahieu                               |
| 2179          | Présence des invisibles                                         | Roger de Lafforest                              |
| 2196          | Revivre nos vies antérieures                                    | Jean Louis Siémons                              |
| 2279          | La Magie des énergies                                           | Roger de Lafforest                              |
| 2309          | Mourir pour renaître                                            | Jean Louis Siémons                              |
| 2357          | Le Destin parallèle                                             | Mario de Sabato                                 |
| 2538          | L'Ermite                                                        | T. Lobsang Rampa                                |
| 2593          | La Treizième Chandelle                                          | T. Lobsang Rampa                                |
| 2669          | Pour entretenir la flamme                                       | T. Lobsang Rampa                                |
| 2739          | Les Lumières de l'astral                                        | T. Lobsang Rampa                                |
| 2879          | Comment utiliser les pouvoirs du subconscient ?                 | Joseph Murphy                                   |
| 2923          | La Prémonition et le Destin                                     | Jean Prieur                                     |
| 2991          | Les Univers secrets                                             | T. Lobsang Rampa                                |
| 3039          | L'Âme des animaux                                               | Jean Prieur                                     |
| 3053          | Le Dictionnaire de Rampa                                        | T. Lobsang Rampa                                |
| 3060          | Autres Dimensions                                               | Jacques Vallée                                  |
| 3076          | Yagel Didier ou la mémoire du futur                             | Gérald Gassiot-Talabot                          |
| 3161          | Hitler et la Guerre luciférienne                                | Jean Prieur                                     |
| 3228          | Les Chants de l'invisible                                       | Bernard Martino                                 |
| 3275          | Retrouvez-vous mêmes vos vies antérieures                       | Bernard Raquin                                  |
| 3360          | L'Enfant lama, histoire d'une réincarnation                     | Vicki Mackenzie                                 |
| 3381          | Confrontations                                                  | Jacques Vallée                                  |
| 3438          | Enquête sur des extra-terrestres qui sont déjà parmi nous       | Jean-Pierre Petit                               |
| 3604          | L'invisible et le visible                                       | Andrew MacKenzie                                |
| 3672          | Révélations                                                     | Jacques Vallée                                  |
| 3736          | Voyage vers le passé                                            | Michel Cardon                                   |

((*) de couverture couleur bleu clair en première publication, l'ouvrage est -de fait- initialement aussi rattaché à la collection J'Ai lu Leur Aventure.)

## Principaux auteurs publiés
- Michel Bataille
- Marcel Belline
- Jacques Bergier
- Charles Berlitz
- Edgar Cayce
- Louis Charpentier
- Robert Charroux
- James Churchward
- Erich von Däniken
- Didier Derlich
- Camille Flammarion
- Michel Gauquelin
- Serge Hutin
- J. Allen Hynek
- Christian Jacq
- Léo Larguier
- Raymond Moody
- Daniel Odier
- Jean-Pierre Petit
- T. Lobsang Rampa
- Jacques Sadoul
- Gérard de Sède
- Jean Sendy
- Guy Tarade
- Robert Tocquet
- Jacques Vallée
- Philipp Vandenberg
- Colin Wilson